# GetResponse
GetResponse – założona w 1998 r. w Gdyni polska platforma do online marketingu, oferująca rozwiązania do prowadzenia kampanii marketingowych i sprzedażowych. Umożliwia tworzenie i wysyłkę kampanii mailingowych, tworzenie stron landing page, prowadzenie webinarów, budowę bazy adresów email, automatyzację marketingu, tworzenie stron WWW oraz prowadzenie kampanii reklamowych na Facebooku, Instagramie i Google. Narzędzie powstało jako produkt firmy Implix (podobnie jak ClickMeeting), która w 2014 r. zmieniła nazwę na GetResponse.
Siedziba główna firmy znajduje się w Gdańsku (Polska). GetResponse ma również biuro w Moskwie (Rosja) oraz adresy w Wilmington (USA), Kuala Lumpur (Malezja) i São Paulo (Brazylia). Z narzędzia korzysta obecnie ponad 350 000 klientów na całym świecie.

## Historia
Początki firmy sięgają roku 1997, kiedy to Szymon Grabowski, tworząc swój pierwszy biznes internetowy (stronę travel.com.pl, mającą na celu gromadzenie w jednej przestrzeni adresów miejsc noclegowych) napotkał na problem związany z brakiem odpowiedniego narzędzia do pracy. Podczas gromadzenia danych, Grabowski musiał kontaktować się z właścicielami hoteli, co było czasochłonnym zajęciem. Nie znalazłszy oprogramowania pozwalającego na masową wysyłkę wiadomości e-mail, postanowił stworzyć je samemu. Tak powstał Bizmaker – pierwszy polski program do wysyłki mailingów. Nazwa nie podobała się Grabowskiemu, w związku z czym jeszcze przed premierą przemianowano narzędzie na GetResponse.
Wersja beta narzędzia wyszła w 1998 r., od początku działając w modelu SaaS (Software as a Service). Z racji innowacyjności modelu biznesowego, platforma w początkowych latach była oferowana jedynie poza granicami Polski.
W 2007 r. uruchomiono pierwszy zagraniczny oddział firmy (biuro w Halifaksie w Kanadzie), a w 2009 r. firma miała już klientów na każdym kontynencie, wyłączając Antarktydę. Polska wersja platformy została uruchomiona w 2010 r., jeszcze w tym samym roku zdobywając 1000 pierwszych klientów na polskim rynku.
W październiku 2012 r. udostępniona została aplikacja mobilna GetResponse na urządzenia z systemami Android oraz iOS. W tym samym roku firma wprowadziła nowe logo (symbol uśmiechniętej koperty), które, z niewielkimi modyfikacjami, pozostaje symbolem firmy do dziś.
Ekspansja firmy szybko postępowała i już w 2013 r. otwarto kolejne biura – w Warszawie oraz Moskwie. Rok później uruchomiono autorski mechanizm antyspamowy Hydra, zabezpieczający GetResponse przed wykorzystaniem do wysyłki spamu. Mechanizm ten przyniósł firmie spory rozgłos międzynarodowy.
W 2014 r. spółka Implix zmieniła nazwę na GetResponse. W grudniu 2015 r. spółka dokonała podziału, w wyniku którego wyodrębniono z GetResponse spółkę ClickMeeting, oferującą narzędzia do prowadzenia webinarów. W tym samym roku ogłoszono budowę nowej siedziby GetResponse w gdańskiej dzielnicy Strzyża.
Jesienią 2017 r. firma zorganizowała cykl konferencji i warsztatów poświęconych e-mail marketingowi i marketing automation o nazwie ResponseCon. W tym samym roku GetResponse wprowadziło Program Certyfikacyjny, mający na celu podniesienie kwalifikacji marketerów.
16 czerwca 2018 r. firma zorganizowała turniej golfowy o nazwie GetResponse Cup. W tym samym roku otwarty został brazylijski oddział firmy z siedzibą w São Paulo, a cykl konferencji ResponseCon został zorganizowany w Malezji oraz w Rosji. Rok później firma zdecydowała się na zmianę nazwy usługi dla dużych przedsiębiorstw z GetResponse Enterprise na GetResponse MAX.
W czerwcu 2020 r. pod wpływem pandemii spowodowanej COVID-19, firma oficjalnie ogłosiła przejście w tryb remote-first, stając się tym samym jednym z pierwszych polskich przedsiębiorstw preferujących pracę zdalną.
Pod koniec września 2021 r. firma wprowadziła model freemium, oferując za darmo podstawowy pakiet narzędzi marketingowych.

## Kalendarium
1998
- rejestracja domeny GetResponse

1999
- założenie biura w Polsce, rejestracja firmy Implix

2000
- wprowadzenie inteligentnych autoresponderów

2003
- firma zatrudnia 6 pracowników

2004
- utworzenie kanadyjskiego działu obsługi klienta

2005
- powstanie firmowego bloga

2007
- prezentacja pierwszego szablonu newslettera
- otwarcie biura w Halifaksie (Kanada)

2008
- powstaje 150 szablonów newsletterów

2009
- firma rozszerza działalność na wszystkie zamieszkałe kontynenty
- Website Magazine umieszcza platformę na drugim miejscu w zestawieniu dostawców usług e-mail marketingowych

2010
- firma zatrudnia 100 pracowników
- uruchomienie polskiej wersji platformy

2011
- platforma jest dostępna w językach: angielskim, polskim, hiszpańskim, niemieckim, portugalskim i francuskim[5]

2012
- zdobycie nagrody Stevie Award za kreator wiadomości oraz kreator landing pages
- wprowadzenie nowego logo
- uruchomienie aplikacji mobilnej na urządzenia z systemami iOS i Android

2013
- wprowadzenie responsywnego designu wiadomości e-mail
- platforma jest dostępna w 10 językach
- w firmie pracuje 200 osób w pięciu różnych strefach czasowych
- zdobycie 9 statuetek Stevie Awards
- otwarcie nowych biur w Moskwie (Rosja) i Warszawie (Polska)

2014
- zmiana nazwy z Implix na GetResponse
- firma zatrudnia 250 pracowników
- platforma jest dostępna w 19 językach
- zdobycie Biz Awards oraz dwóch kolejnych statuetek Stevie Awards

- wprowadzenie autorskiego systemu zwalczającego spam i nadużycia o nazwie Hydra

2015
- GetResponse ma użytkowników w 183 krajach na całym świecie
- rozpoczęcie budowy nowego kompleksu biurowego w Gdańsku
- wprowadzenie nowych narzędzi: Global View, Perfect Timing i formularzy zapisu

- wyodrębnienie spółki ClickMeeting

2016
- wprowadzenie narzędzia marketing automation.
- platforma jest dostępna w 22 językach
- otwarcie nowego biura w Kuala Lumpur (Malezja)

2017
- publikacja nowej wersji platformy
- platforma jest dostępna w 24 językach
- otwarcie nowego biura w Bostonie (USA)
- organizacja serii konferencji ResponseCon

- wprowadzenie Programu Certyfikacyjnego

2018
- GetResponse obchodzi 20. rocznicę istnienia
- dodanie możliwości zarządzania zgodami RODO
- uruchomienie usługi GetResponse Social Ads Creator w formie aplikacji mobilnej

- platforma jest dostępna w 26 językach
- otwarcie nowego biura w São Paulo (Brazylia)
- organizacja konferencji ResponseCon w Malezji i Rosji

2019
- zmiana nazwy rozwiązania dla klientów biznesowych z GetResponse Enterprise na GetResponse MAX

2020
- GetResponse staje się firmą remote-first, czyli preferującą zdalny model pracy

2021
- Wprowadzenie modelu freemium

## Produkt i funkcjonalności
GetResponse działa w modelu SaaS (Software as a Service). Użytkownik opłaca subskrypcję rozliczaną miesięcznie, rocznie lub co 24 miesiące. Od września 2021 r. wprowadzono bezpłatny model freemium, oferujący pakiet podstawowych narzędzi marketingowych dla początkujących przedsiębiorców.
Platforma jest dostępna w 27 językach, zarówno na urządzeniach stacjonarnych, jak i mobilnych, pracujących pod kontrolą systemów iOS i Android. Narzędzie jest przeznaczone zarówno dla małych i średnich przedsiębiorstw, jak i dla dużych firm – dla nich przeznaczone jest rozwiązanie o nazwie GetResponse MAX.

### Lista funkcjonalności
- Email marketing
- Kreator stron
- Marketing automation
- Autorespondery
- Webinary

- Reklamy płatne
- Landing pages
- Formularze zapisu
- Lejek konwersji
- Czaty na żywo

- Powiadomienia web push
- Emaile transakcyjne (GetResponse MAX)
- SMS marketing (GetResponse MAX)

## Nagrody i wyróżnienia
2012
- International Business Times (3. miejsce)
- European Business Awards (finalista)
- Small Business Influencers (1. miejsce)
- Srebrna Stevie Award w kategoriach Najlepszy Nowy Produkt oraz Usługa Roku

2013
- Brązowa Stevie Award w kategorii Sprzedaż i Obsługa Klienta
- IAC Award – Najlepsza Kampania Emailowa
- Inc. 5000 Company – 2182. miejsce na liście 5000 najszybciej rozwijających się przedsiębiorstw w USA

2014
- Złota, Srebrna i Brązowa Stevie Award w kategorii Obsługa Klienta
- Złota i Brązowa Stevie Award w kategorii Najlepszy Nowy Produkt Roku

2015
- Deloitte Technology Fast 50 (45. miejsce)

2016
- 2x Brązowa Stevie Award w kategorii Najlepszy Nowy Produkt
- Miejsce na liście Top 25 Enterprise Software platformy G2Crowd
- Email Marketing Category Leader GetApp (miejsce w Top 5)
- Zwycięstwo w plebiscycie Ekomersy w kategorii “najlepsze rozwiązanie wspierające zarządzanie biznesem internetowym”

2017
- Najwyższa ocena (Excellent) magazynu PCMag
- Top Rated Email Marketing Software (TrustRadius)
- Email Marketing Category Leader (GetApp)
- Miejsce w Top 20 Most User-Friendly Marketing Automation Software (Capterra)
- Killer Content Award (1. Miejsce)

- Nagroda “Potęga Biznesu 2016”

2018
- Top Rated Email Marketing Software (TrustRadius)
- Srebrna Stevie Award (American Business Awards)
- Top 20 Most Popular Marketing Automation Software (Capterra) – 3. miejsce

- Platinium Hermes Creative Award

2019
- Digital Technology Awards – finalista w kategorii Best Marketing Automation Platform
- Nagroda Content Marketing Institute
- Złota i Brązowa Stevie Award za proces onboardingu nowych pracowników

- Top Rated Email Marketing Software (TrustRadius)
- Złota Stevie Award w kategorii Rozwój Tworzenia Treści

2020
- 4 nagrody G2 Leader – raport Wiosna 2020
- 7 nagród G2 Leader – raport Lato 2020

- 6 nagród G2 Leader – raport Jesień 2020

2021
- 6 G2 Winter 2021 Report Leader badges
- 8 G2 Spring 2021 Report Leader badges
- 7 G2 Summer 2021 Report Leader badges
- 6 G2 Summer 2021 Report Leader badges
- Q1/Q2 Email Marketing Leader (OMR Reviews)
- SourceForge Spring 2021 Category Top Performer
- SourceForge Summer 2021 Category Top Performer
- SourceForge Fall 2021 Category Top Performer
- Capterra 2021 Marketing Automation, Email Management, and Landing Page Noteworthy Products
- Martech Breakthrough Awards „Best B2B Email Marketing Solution”
- dotCOMM Awards Social Media Campaign Platinum Winner 2021
- Software Reviews 2021 Top Rated Feature (Autoresponders)
- Software Reviews 2021 Email Marketing Gold Medalist
- SoftwareWorld Top Rated Email Marketing Software in 2021
- SoftwareWorld Top Rated Landing Page Software in 2021
- FeaturedCustomers Email Marketing Fall 2021 Software Market Leader
- MarCom Awards Platinum Winner 2021
- The Best Business Email Providers by digital.com
- The Best Marketing Automation Software by digital.com
- The Best Email Marketing Software by digital.com

- The Best Landing Page Builders by digital.com
- The Best Webinar Software by digital.com

2022
- SourceForge Winter 2022 Category Top Performer